# Ubon Ratchathani
Ubon Ratchathani (en tailandés: อุบลราชธานี) es una de las cuatro ciudades importantes de Isan (Khorat/Nakhon Ratchasima, Ubon Ratchathani, Udon Thani, y Khon Kaen), también conocidas como "las cuatro grandes de Isan". La ciudad se encuentra en el río Mun en el sureste de la región de Isan en Tailandia. Es conocido como Ubon (อุบลฯ) para abreviar. El nombre significa "ciudad de loto real". El sello provincial presenta un estanque con una flor de loto y hojas en un marco circular. Ubon era el centro administrativo de la Provincia de Ubon Ratchathani. A partir de 2006, el área urbana de Ubon tenía una población de aproximadamente 200,000 habitantes. Esto incluía 85,000 en Thetsaban Nakhon Ubon Ratchathani (municipio de Ubon), 30,000 en Thetsaban Mueang Warin Chamrap (municipio de Warin) y Thetsaban Tambon Kham Yai, 24,000 en Thetsaban Tambon Saen Suk, 10,000 en cada uno de Thetsaban Tambon Pathum y Tambon Kham Nam Saep, y 6.000 en Thetsaban Tambon Ubon.
Ubon Ratchathani está a 615 km de Bangkok.

## Historia
La ciudad fue fundada a finales del siglo XVIII por Thao Kham Phong, descendiente de Phra Wo y Phra Ta, quien escapó del rey Siribunsan de Vientiane al Reino de Siam durante el reinado del Rey Taksin el Grande. Más tarde, Thao Kham Phong fue designado para ser "Phra Pathum Wongsa" (tailandés: พระ ประทุม วงศา) y el primer gobernante de Ubon Ratchathani. En 1792, Ubon Ratchathani se convirtió en una provincia, y también fue el centro administrativo del mes en Isan. Hasta 1972, Ubon Ratchathani era la provincia más grande de Tailandia por área. La provincia de Yasothon se separó de la provincia de Ubon Ratchathani en 1972, seguida de la provincia de Amnat Charoen en 1993. La provincia de Ubon Ratchathani ahora ocupa el quinto lugar en el área.
Ubon Ratchathani se encuentra en la orilla norte del río Mun. La orilla sur del río está ocupada por el suburbio de Warin Chamrap (Warin para abreviar), que se incorpora efectivamente a la ciudad.
La ciudad fue atacada por las fuerzas francesas en 1940 en represalia por los ataques tailandeses a las ciudades indochinas francesas.
Ubon creció ampliamente durante la Segunda Guerra Mundial cuando las fuerzas japonesas trajeron prisioneros de guerra por ferrocarril desde Kanchanaburi. Un legado de esto es un monumento en el centro del parque Thung Si Meuang de la ciudad erigido por prisioneros de guerra británicos en agradecimiento a los ciudadanos de Ubon por ayudarlos. Durante la guerra de Vietnam, las fuerzas armadas de los Estados Unidos construyeron la Base de la Fuerza Aérea Real de Tailandia de Ubon, que ahora también es un aeropuerto comercial de doble uso.
La influencia de Laos es evidente en la estructura arquitectónica de algunos de los edificios religiosos de la ciudad.
La ciudad tiene sucursales de los Archivos Nacionales de Tailandia y el Museo Nacional de Tailandia.

## Clima
| Parámetros climáticos promedio de Ubon Ratchathani (1981–2010)                                         | Parámetros climáticos promedio de Ubon Ratchathani (1981–2010) | Parámetros climáticos promedio de Ubon Ratchathani (1981–2010) | Parámetros climáticos promedio de Ubon Ratchathani (1981–2010) | Parámetros climáticos promedio de Ubon Ratchathani (1981–2010) | Parámetros climáticos promedio de Ubon Ratchathani (1981–2010) | Parámetros climáticos promedio de Ubon Ratchathani (1981–2010) | Parámetros climáticos promedio de Ubon Ratchathani (1981–2010) | Parámetros climáticos promedio de Ubon Ratchathani (1981–2010) | Parámetros climáticos promedio de Ubon Ratchathani (1981–2010) | Parámetros climáticos promedio de Ubon Ratchathani (1981–2010) | Parámetros climáticos promedio de Ubon Ratchathani (1981–2010) | Parámetros climáticos promedio de Ubon Ratchathani (1981–2010) | Parámetros climáticos promedio de Ubon Ratchathani (1981–2010) |
| Mes | Ene.                                                           | Feb.                                                           | Mar.                                                           | Abr.                                                           | May.                                                           | Jun.                                                           | Jul.                                                           | Ago.                                                           | Sep.                                                           | Oct.                                                           | Nov.                                                           | Dic.                                                           | Anual                                                          |
| --- | -------------------------------------------------------------- | -------------------------------------------------------------- | -------------------------------------------------------------- | -------------------------------------------------------------- | -------------------------------------------------------------- | -------------------------------------------------------------- | -------------------------------------------------------------- | -------------------------------------------------------------- | -------------------------------------------------------------- | -------------------------------------------------------------- | -------------------------------------------------------------- | -------------------------------------------------------------- | -------------------------------------------------------------- |
| Temp. máx. abs. (°C)                                                                                   | 37.2                                                           | 39.2                                                           | 40.6                                                           | 42.0                                                           | 41.2                                                           | 38.3                                                           | 38.5                                                           | 35.8                                                           | 37.1                                                           | 35.2                                                           | 36.5                                                           | 35.9                                                           | 42.0                                                           |
| Temp. máx. media (°C)                                                                                  | 31.7                                                           | 34.0                                                           | 35.8                                                           | 36.4                                                           | 34.7                                                           | 33.3                                                           | 32.6                                                           | 31.9                                                           | 31.8                                                           | 31.8                                                           | 31.4                                                           | 30.6                                                           | 33.0                                                           |
| Temp. media (°C)                                                                                       | 24.2                                                           | 26.5                                                           | 28.9                                                           | 30.0                                                           | 29.0                                                           | 28.4                                                           | 28.0                                                           | 27.6                                                           | 27.4                                                           | 26.8                                                           | 25.4                                                           | 23.7                                                           | 27.2                                                           |
| Temp. mín. media (°C)                                                                                  | 17.5                                                           | 19.9                                                           | 22.5                                                           | 24.4                                                           | 24.5                                                           | 24.4                                                           | 24.2                                                           | 23.9                                                           | 23.7                                                           | 22.5                                                           | 20.3                                                           | 17.8                                                           | 22.1                                                           |
| Temp. mín. abs. (°C)                                                                                   | 10.0                                                           | 11.7                                                           | 10.3                                                           | 16.4                                                           | 20.6                                                           | 20.2                                                           | 20.0                                                           | 20.0                                                           | 19.2                                                           | 15.9                                                           | 13.3                                                           | 8.9                                                            | 8.9                                                            |
| Lluvias (mm)                                                                                           | 2.0                                                            | 15.4                                                           | 30.5                                                           | 86.8                                                           | 208.6                                                          | 240.2                                                          | 254.4                                                          | 303.3                                                          | 293.8                                                          | 123.1                                                          | 22.6                                                           | 1.0                                                            | 1581.7                                                         |
| Días de lluvias (≥ 1 mm)                                                                               | 0.6                                                            | 1.4                                                            | 3.5                                                            | 7.5                                                            | 15.4                                                           | 17.6                                                           | 18.8                                                           | 21.0                                                           | 19.0                                                           | 11.3                                                           | 3.6                                                            | 0.6                                                            | 120.3                                                          |
| Horas de sol                                                                                           | 226.3                                                          | 211.9                                                          | 201.5                                                          | 186.0                                                          | 158.1                                                          | 117.0                                                          | 120.9                                                          | 117.8                                                          | 108.0                                                          | 145.7                                                          | 186.0                                                          | 223.2                                                          | 2002.4                                                         |
| Humedad relativa (%)                                                                                   | 65                                                             | 63                                                             | 62                                                             | 66                                                             | 75                                                             | 79                                                             | 80                                                             | 82                                                             | 82                                                             | 78                                                             | 71                                                             | 68                                                             | 73                                                             |
| Fuente n.º 1: Thai Meteorological Department                                                           |                                                                |                                                                |                                                                |                                                                |                                                                |                                                                |                                                                |                                                                |                                                                |                                                                |                                                                |                                                                |                                                                |
| Fuente n.º 2: Office of Water Management and Hydrology, Royal Irrigation Department (sun and humidity) |                                                                |                                                                |                                                                |                                                                |                                                                |                                                                |                                                                |                                                                |                                                                |                                                                |                                                                |                                                                |                                                                |